# Edolisoma
Az Edolisoma a madarak osztályának verébalakúak (Passeriformes) rendjébe és a tüskésfarúfélék (Campephagidae) családjába tartozó nem. Egyes szervezetek a Coracina nembe sorolják ezeket a fajokat is.

## Rendszerezésük
A nemet Honoré Jacquinot és Jacques Pucheran írták le 1853-ban, az alábbi fajok tartoznak ide:
- Edolisoma montanum vagy Coracina montana
- Edolisoma dispar vagy Coracina dispar
- Edolisoma dohertyi vagy Coracina dohertyi
- cerami kakukkgébics (Edolisoma ceramense vagy Coracina ceramensis)
- mindanaói kakukkgébics (Edolisoma mindanense vagy Coracina mindanensis)
- Edolisoma admiralitatis vagy Coracina admiralitatis
- Edolisoma salomonis vagy Coracina salomonis
- Edolisoma holopolium vagy Coracina holopolia
- Edolisoma incertum vagy Coracina incerta
- Edolisoma schisticeps vagy Coracina schisticeps
- Edolisoma melas vagy Coracina melas
- Edolisoma morio vagy Coracina morio
- Edolisoma remotum vagy Coracina remota
- Edolisoma sula vagy Coracina sula
- Edolisoma tenuirostre vagy Coracina tenuirostris
- Edolisoma monacha vagy Coracina monacha
- Edolisoma nesiotis vagy Coracina nesiotis
- Edolisoma insperatum vagy Coracina insperata